# Васил Баларев
 Васил Цанков Баларев е български офицер, генерал-майор.

## Биография
Васил Баларев е роден на 25 декември 1893 г. в Карлово. Брат му Христо Баларев също е генерал. Завършва втора мъжка гимназия в София през 1912 г., а след това известно време работи в Окръжното инженерство на София. През 1915 г. завършва Военното училище в София. Служи в 29-и пехотен ямболски полк до края на Първата световна война. След това е назначен в 6-ти пехотен търновски полк. От 1927 г. е адютант на коменданта на София, след което от 1929 г. служи в 25-и пехотен драгомански полк, а от 1930 г. е на служба в 14-и пехотен македонски полк. През 1931 г. е началник на 2-ри пограничен участък, а от 1933 г. отново е на служба в 25-и пехотен драгомански пол. От 1935 г. е началник на секция в Канцеларията на Министерството на войната, а от 1941 г. е началник на Канцеларията. Уволнен е от служба на 13 септември 1944 г. официално „по навършване на 25-годишна служба“, но реално с тази заповед, както и със заповедта от 14 септември е направена първата чистка на т.нар. „реакционни елементи от армията“. На 21 септември е арестуван и разследван. Освободен е на 21 март 1945 г. Изселен е първоначално в Плевен, а после и в Своге. През 1950 г. отново е задържан и въдворен в лагерите Ножарево и Белене. През 1954 г. е осъден на 6 години затвор по дело № 19 от 1945 г. за укривателство и неиздаване на ген. Христофор Серафимов и за това, че съпругата му е извадила неистински документи за прикриване на Серафимов. Вкаран е в Пазарджишкия затвор, където остава до 1956 г. През октомври 1950 г. е вербуван от Държавна сигурност, но малко след това отказва да им сътрудничи. За това е осъден на 6 години затвор и освободен през юли 1956 г. Наблюдаван е от Държавна сигурност и свален от отчет през 1961 г.

## Семейство
Генерал-майор Васил Баларев е женен за Роза Йорданова и има 2 деца – Ваня и Лалка. Дъщеря му Лалка е омъжена за Гаврил Х. Орошаков (1924 – 2006), син на кмета на София Харалампи Орошаков (1933 – 1934)

## Военни звания
- Подпоручик (25 август 1915)
- Поручик (30 май 1917)
- Капитан (1 май 1920)
- Майор (15 май 1930)
- Подполковник (26 август 1934)
- Полковник (3 октомври 1938)
- Генерал-майор (6 май 1943)